# Agonum curtipenne
Agonum curtipenne är en skalbaggsart som beskrevs av Thomas Casey. Agonum curtipenne ingår i släktet Agonum och familjen jordlöpare. Inga underarter finns listade i Catalogue of Life.